# 24 Shots
24 Shots – kompilacja amerykańskiego rapera 50 Centa. Jest zbiorem utworów z lat 1998-2003.

## Lista utworów
| Nr | Tytuł                        | Czas |
| -- | ---------------------------- | ---- |
| 1  | „Power of the Dollar”        | 1:42 |
| 2  | „How to Rob”                 | 4:24 |
| 3  | „The Good Die Young”         | 4:00 |
| 4  | „Bad News”                   | 4:23 |
| 5  | „Gun Runner”                 | 1:53 |
| 6  | „Who Shot Ya?”               | 2:00 |
| 7  | „Beef Wit' Me”               | 1:53 |
| 8  | „Follow Me Gangsta”          | 3:19 |
| 9  | „Corner Bodega”              | 1:37 |
| 10 | „Look What You Made Me Do”   | 4:10 |
| 11 | „C.R.E.A.M. Freestyle”       | 3:02 |
| 12 | „You Ain't No Gangsta”       | 3:34 |
| 13 | „Fat Bitches”                | 3:18 |
| 14 | „Ecstasy”                    | 3:58 |
| 15 | „The Hits”                   | 3:23 |
| 16 | „Crazy”                      | 1:49 |
| 17 | „No Introduction”            | 1:35 |
| 18 | „The Truth - Your Not Ready” | 3:19 |
| 19 | „Bump That Freestyle”        | 3:00 |
| 20 | „Burn Freestyle”             | 1:45 |
| 21 | „I'm a Hustler”              | 3:41 |
| 22 | „The Realest Niggaz”         | 5:20 |
| 23 | „In da Club”                 | 3:15 |
| 24 | „Riding Through the Hood”    | 2:44 |